# Orbital molecular

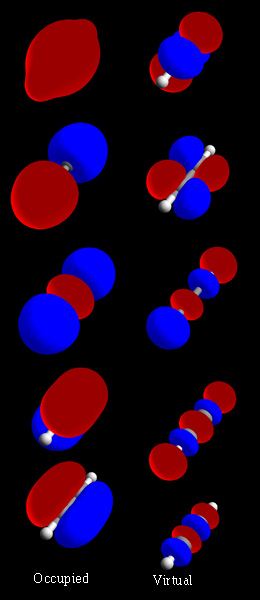
Setul complet de orbitali moleculari ai acetilenei (H–C≡C–H)..

În chimia cuantică, un orbital molecular (OM) reprezintă o funcție de undă ce descrie poziția electronilor în legătura chimică a unei molecule. Această funcție matematică este folosită în chimia cuantică pentru descrierea legăturii chimice (prin probabilitatea de a găsi electronul într-o anumită regiune) și determinarea unor proprietăți ale moleculei,  diamagnetismul și paramagnetismul. Termenul de orbital a fost introdus de Robert S. Mulliken în 1932.